# Ahwar van Zuid-Irak
De ahwar van Zuid-Irak, plaats van biodiversiteit en het relictenlandschap van de Mesopotamische steden is UNESCO werelderfgoed in het zuiden van Irak.
De ahwar bestaat uit zeven onderdelen: drie archeologische vindplaatsen en vier moerasgebieden in Zuid-Irak. De archeologische steden Uruk en Ur en de archeologische vindplaats Tell Eridu maken deel uit van de overblijfselen van de Sumerische steden en nederzettingen die zich tussen het 4e en 3e millennium v.Chr. in Zuid-Mesopotamië ontwikkelden in de moerassige delta van de Tigris en de Eufraat. De Ahwar in Zuid-Irak, ook wel bekend als de Mesopotamische of Iraakse moerassen, zijn uniek als een van 's werelds grootste binnenlandse deltasystemen, in een extreem hete en droge omgeving.

## Onderdelen
1. Hawizeh-moerassen
2. Centrale moerassen
3. Oostelijke Hammar-moerassen
4. Westelijke Hammar-moerassen
5. Archeologische site van Uruk
6. Archeologische site van Ur
7. Archeologische site van Eridu